# Diascia nana
Diascia nana är en flenörtsväxtart som beskrevs av Friedrich Ludwig Diels. Diascia nana ingår i släktet tvillingsporrar, och familjen flenörtsväxter. Inga underarter finns listade i Catalogue of Life.